# هاروود
هاروود (بالإنجليزية: Harwood, North Dakota)‏ هي مدينة تقع في ولاية داكوتا الشمالية في الولايات المتحدة. تبلغ مساحة هذه المدينة 3.29 (كم²)، وترتفع عن سطح البحر 272 م، بلغ عدد سكانها 718 نسمة في عام 2010 حسب إحصاء مكتب تعداد الولايات المتحدة.

## التركيبة السكانية
قام مكتب تعداد الولايات المتحدة بتحديد بيانات التركيبة السكانية لهاروودفي تعداد الولايات المتحدة. في ما يلي، التركيبة السكانية حسب تعدادي 2000 و2010.

### تعداد عام 2000
بلغ عدد سكان هاروود 607 نسمة بحسب تعداد عام 2000، وبلغ عدد الأسر 192 أسرة وعدد العائلات 174 عائلة مقيمة في المدينة. في حين سجلت الكثافة السكانية 517.9 نسمة لكل ميل مربع (200.0/كم2). وبلغ عدد الوحدات السكنية 201 وحدة بمتوسط كثافة قدره 171.5 نسمة لكل ميل مربع (66.2/كم2).
وتوزع التركيب العرقي للمدينة بنسبة 99.01% من البيض و 0.66% من عرقين مختلطين أو أكثر.
بلغ عدد الأسر 192 أسرة كانت نسبة 56.3% منها لديها أطفال تحت سن الثامنة عشر تعيش معهم، وبلغت نسبة الأزواج القاطنين مع بعضهم البعض 84.9% من أصل المجموع الكلي للأسر، ونسبة 3.6% من الأسر كان لديها معيلات من الإناث دون وجود شريك، وكانت نسبة 8.9% من غير العائلات. تألفت نسبة 5.7% من أصل جميع الأسر من أفراد ونسبة 1.6% كانوا يعيش معهم شخص وحيد يبلغ من العمر 65 عاماً فما فوق. وبلغ متوسط حجم الأسرة المعيشية 3.31، أما متوسط حجم العائلات فبلغ 3.16.
بلغ العمر الوسطي للسكان 34 عاماً. وكانت نسبة 33.8% من القاطنين تحت سن الثامنة عشر، وكانت نسبة 4.9% بين الثامنة عشر والأربعة وعشرون عاماً، ونسبة 32.8% كانت واقعةً في الفئة العمرية ما بين الخامسة والعشرون حتى والأربعة وأربعون عاماً، ونسبة 25.7% كانت ما بين الخامسة والأربعون حتى الرابعة والستون، ونسبة 2.8% كانت ضمن فئة الخامسة والستون عاماً فما فوق. يوجد لكل 100 أنثى 105.8 ذكر، ويوجد لكل 100 أنثى في الثامنة عشر من عمرها فما فوق 106.2 ذكر.
بلغ متوسط دخل الأسرة في المدينة 57,500 دولار، أما متوسط دخل العائلة فبلغ 60,625 دولار. وكان متوسط دخل الذكور 39,625 دولار مقابل 24,479 دولار للإناث. وسجل دخل الفرد الخاص بالمدينة 21,191 دولار. وكانت نسبة 1.7% من العائلات ونسبة 1.5% من السكان تحت خط الفقر، وكان من هؤلاء نسبة 2.8% تحت سن الثامنة عشر ولا أحد منهم في الخامسة والستين من العمر وما فوق.

### تعداد عام 2010
بلغ عدد سكان هاروود 718 نسمة بحسب تعداد عام 2010، وبلغ عدد الأسر 241 أسرة وعدد العائلات 216 عائلة مقيمة في المدينة. في حين سجلت الكثافة السكانية 569.8 نسمة لكل ميل مربع (220.0/كم2). وبلغ عدد الوحدات السكنية 248 وحدة بمتوسط كثافة قدره 196.8 لكل ميل مربع (76.0/كم2).
وتوزع التركيب العرقي للمدينة بنسبة 98.6% من البيض و 0.8% من الأمريكيين الأصليين و 0.1% من الأمريكيين الأفارقة و 0.4% من عرقين مختلطين أو أكثر.
بلغ عدد الأسر 241 أسرة كانت نسبة 45.6% منها لديها أطفال تحت سن الثامنة عشر تعيش معهم، وبلغت نسبة الأزواج القاطنين مع بعضهم البعض 83.0% من أصل المجموع الكلي للأسر، ونسبة 2.9% من الأسر كان لديها معيلات من الإناث دون وجود شريك، بينما كانت نسبة 3.7% من الأسر لديها معيلون من الذكور دون وجود شريكة وكانت نسبة 10.4% من غير العائلات. تألفت نسبة 6.6% من أصل جميع الأسر من أفراد ونسبة 2.9% كانوا يعيش معهم شخص وحيد يبلغ من العمر 65 عاماً فما فوق. وبلغ متوسط حجم الأسرة المعيشية 3.12، أما متوسط حجم العائلات فبلغ 2.98.
بلغ العمر الوسطي للسكان 34.4 عاماً. وكانت نسبة 29.8% من القاطنين تحت سن الثامنة عشر، وكانت نسبة 5.1% بين الثامنة عشر والأربعة وعشرون عاماً، ونسبة 31.6% كانت واقعةً في الفئة العمرية ما بين الخامسة والعشرون حتى والأربعة وأربعون عاماً، ونسبة 28.3% كانت ما بين الخامسة والأربعون حتى الرابعة والستون، ونسبة 5.2% كانت ضمن فئة الخامسة والستون عاماً فما فوق. وتوزع التركيب الجنسي للسكان بنسبة 51.4% ذكور و48.6% إناث.

## وصلات خارجية
- http://www.cityofharwood.com/
- The US50 - Cities and Towns in North Dakota State